# Cailloux-sur-Fontaines
Pour les articles homonymes, voir Cailloux et Fontaines.
Cailloux-sur-Fontaines est une commune française située dans la métropole de Lyon, en région Auvergne-Rhône-Alpes.

## Géographie

### Situation

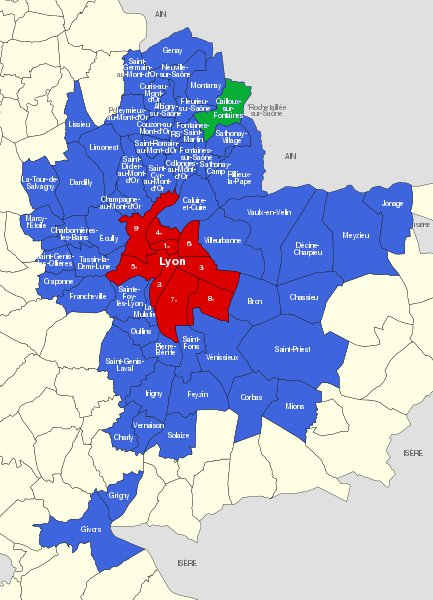
Cailloux-sur-Fontaines
Lyon
Métropole de Lyon
Autres communes du Rhône

Distante de 11 kilomètres par rapport à la place Bellecour, point kilométrique 0 de Lyon, la commune est située en bordure intérieure nord-est du Grand Lyon, sur le plateau de la Dombes.

### Communes limitrophes
Les communes limitrophes sont Mionnay, Miribel, Montanay, Rillieux-la-Pape, Sathonay-Village, Fleurieu-sur-Saône et Fontaines-Saint-Martin.
Dans le Rhône :
- Fleurieu-sur-Saône
- Fontaines-Saint-Martin
- Montanay
- Rillieux-la-Pape
- Sathonay-Village

Dans l'Ain :
- Mionnay
- Miribel, quartier des Échets

### Géologie
La couche superficielle de cet endroit du plateau, est constituée de dépôts morainiques, témoignant de la présence d'un glacier à l'ère quaternaire, et de loess. Épais et riches en sédiments, ces sols ont permis d'excellents rendements agricoles au cours des siècles passés.
Cailloux-sur-Fontaines est traversé par deux ruisseaux, affluents de la Saône, qui entaillent le plateau :
- au nord, le ruisseau des Échets qui prend sa source dans le marais qui porte le même nom, situé dans l'Ain. Il matérialise la frontière avec Fleurieu-sur-Saône.
- au sud-ouest, le ruisseau des Vosges qui prend sa source au chemin du Lavoir

### Hydrographie
La commune est traversée par le ruisseau des Échets.

### Climat
Pour des articles plus généraux, voir Climat d'Auvergne-Rhône-Alpes et Climat du Rhône.
En 2010, le climat de la commune est de type climat océanique altéré, selon une étude du Centre national de la recherche scientifique s'appuyant sur une série de données couvrant la période 1971-2000. En 2020, Météo-France publie une typologie des climats de la France métropolitaine dans laquelle la commune est dans une zone de transition entre le climat semi-continental et le climat de montagne et est dans la région climatique  Bourgogne, vallée de la Saône, caractérisée par un bon ensoleillement (1 900 h/an), un été chaud (18,5 °C), un air sec au printemps et en été et des vents faibles. 
Pour la période 1971-2000, la température annuelle moyenne est de 11,6 °C, avec une amplitude thermique annuelle de 17,9 °C. Le cumul annuel moyen de précipitations est de 837 mm, avec 9,3 jours de précipitations en janvier et 7,1 jours en juillet. Pour la période 1991-2020, la température moyenne annuelle observée sur la station météorologique de Météo-France la plus proche, « Lyon-Bron », sur la commune de Bron à 13 km à vol d'oiseau, est de 13,0 °C et le cumul annuel moyen de précipitations est de 820,8 mm,. Pour l'avenir, les paramètres climatiques de la commune estimés pour 2050 selon différents scénarios d'émission de gaz à effet de serre sont consultables sur un site dédié publié par Météo-France en novembre 2022.

### Transports
Les bus de la ligne 77 des Transports en commun lyonnais relient Fontaines-sur-Saône (pont de Fontaines) à Caluire-et-Cuire via Cailloux-sur-Fontaines tous les quarts-d'heure au maximum et tous les trois quarts-d'heure au minimum jusqu'à 21 h le soir.

## Urbanisme

### Typologie
Au 1er janvier 2024, Cailloux-sur-Fontaines est catégorisée ceinture urbaine, selon la nouvelle grille communale de densité à sept niveaux définie par l'Insee en 2022.
Elle appartient à l'unité urbaine de Lyon, une agglomération inter-départementale regroupant 123  communes, dont elle est une commune de la banlieue,,. Par ailleurs la commune fait partie de l'aire d'attraction de Lyon, dont elle est une commune de la couronne,. Cette aire, qui regroupe 397 communes, est catégorisée dans les aires de 700 000 habitants ou plus (hors Paris),.

### Occupation des sols
L'occupation des sols de la commune, telle qu'elle ressort de la base de données européenne d’occupation biophysique des sols Corine Land Cover (CLC), est marquée par l'importance des territoires agricoles (80,8 % en 2018), en diminution par rapport à 1990 (82,6 %). La répartition détaillée en 2018 est la suivante : 
terres arables (73,1 %), zones urbanisées (18,4 %), zones agricoles hétérogènes (6,1 %), prairies (1,6 %), zones industrielles ou commerciales et réseaux de communication (0,5 %), forêts (0,3 %). L'évolution de l’occupation des sols de la commune et de ses infrastructures peut être observée sur les différentes représentations cartographiques du territoire : la carte de Cassini (XVIIIe siècle), la carte d'état-major (1820-1866) et les cartes ou photos aériennes de l'IGN pour la période actuelle (1950 à aujourd'hui).

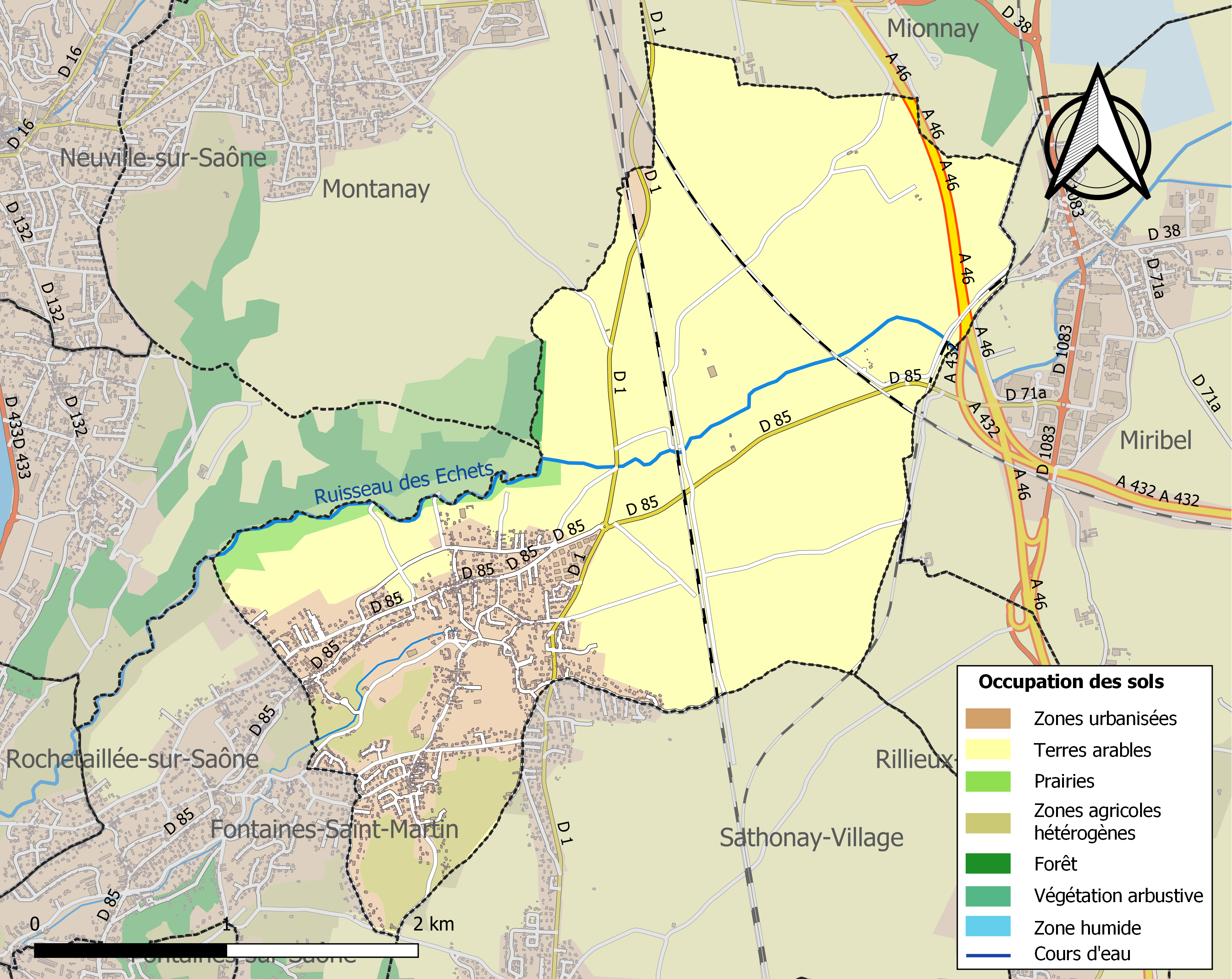
Carte des infrastructures et de l'occupation des sols de la commune en 2018 (CLC).

## Histoire
Au cours de la Révolution française, la commune, alors nommée Notre-Dame-de-Fontaines, porte provisoirement le nom de Cailloux-la-Montagne.
Vers le mois de juin 1795 (messidor an III), la commune adopte le nom de Cailloux-sur-Fontaines.
Le Grand Lyon disparait le 1er janvier 2015, et laisse place à la collectivité territoriale de la métropole de Lyon.

## Politique et administration

### Administration municipale
| Période                                  | Période                   | Identité           | Étiquette | Qualité                              |
| ---------------------------------------- | ------------------------- | ------------------ | --------- | ------------------------------------ |
| 1977                                     | 1983                      | Louis Gayel        | SE        |                                      |
| 1983                                     | 1989                      | Joannès Riboulet   | SE        |                                      |
| 1989                                     | 1991 (décès)              | Daniel Betoulet    | SE        |                                      |
| 5 décembre 1991                          | mai 2020                  | Michel Rousseau    | DVD       |                                      |
| mai 2020                                 | En cours (au 30 mai 2020) | Angélique Enderlin | SE-DVD    | Directeur administratif et financier |
| Les données manquantes sont à compléter. |                           |                    |           |                                      |

### Intercommunalité
La commune fait partie de la communauté urbaine du Grand Lyon dont elle représente moins de 1,7 % du territoire et 0,19 % de la population en 2011.

## Population et société

### Démographie
L'évolution du nombre d'habitants est connue à travers les recensements de la population effectués dans la commune depuis 1800. Pour les communes de moins de 10 000 habitants, une enquête de recensement portant sur toute la population est réalisée tous les cinq ans, les populations de référence des années intermédiaires étant quant à elles estimées par interpolation ou extrapolation. Pour la commune, le premier recensement exhaustif entrant dans le cadre du nouveau dispositif a été réalisé en 2004.

En 2022, la commune comptait 2 951 habitants, en évolution de +11,7 % par rapport à 2016 (Rhône : +3,93 %, France hors Mayotte : +2,11 %).
| 1800 | 1806 | 1821 | 1831 | 1836 | 1841 | 1846 | 1851 | 1856 |
| ---- | ---- | ---- | ---- | ---- | ---- | ---- | ---- | ---- |
| 727  | 726  | 734  | 837  | 880  | 899  | 848  | 860  | 819  |

| 1861 | 1866 | 1872 | 1876 | 1881 | 1886 | 1891 | 1896 | 1901 |
| ---- | ---- | ---- | ---- | ---- | ---- | ---- | ---- | ---- |
| 830  | 839  | 809  | 823  | 732  | 733  | 723  | 728  | 732  |

| 1906 | 1911 | 1921 | 1926 | 1931 | 1936 | 1946 | 1954 | 1962 |
| ---- | ---- | ---- | ---- | ---- | ---- | ---- | ---- | ---- |
| 687  | 653  | 621  | 645  | 609  | 651  | 629  | 738  | 764  |

| 1968 | 1975 | 1982  | 1990  | 1999  | 2004  | 2006  | 2009  | 2014  |
| ---- | ---- | ----- | ----- | ----- | ----- | ----- | ----- | ----- |
| 751  | 863  | 1 015 | 1 750 | 2 172 | 2 250 | 2 288 | 2 442 | 2 540 |

| 2019  | 2022  | - | - | - | - | - | - | - |
| ----- | ----- | - | - | - | - | - | - | - |
| 2 883 | 2 951 | - | - | - | - | - | - | - |

### Enseignement

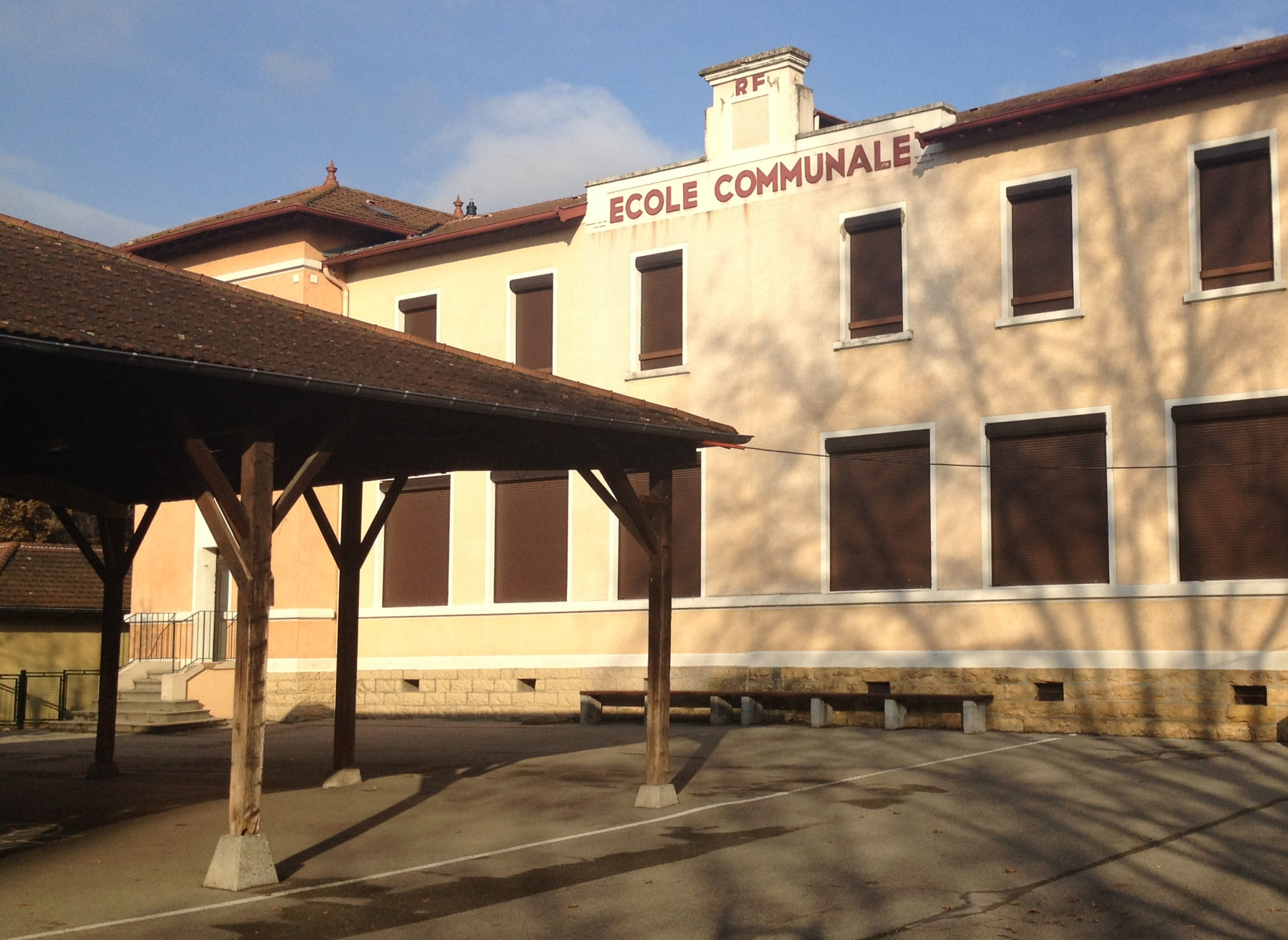
L'école primaire.

- Une école primaire et une école maternelle.

### Sports
- Boule lyonnaise, tennis, équitation et football.
- La commune héberge le Football Club du Franc Lyonnais[23].

### Santé
La commune abrite deux dentistes, deux médecins généralistes, une kinésithérapeute et une pharmacie.

## Économie

### Revenus de la population et fiscalité
En 2010, le revenu fiscal médian par ménage était de 50 330 €.

### Entreprises et commerces
La commune de Cailloux-sur-Fontaines compte une boulangerie et une pharmacie.

### Services aux populations
La commune propose à ses habitants, un achat groupé d'énergie pour les particuliers, via la société Wikipower

## Culture locale et patrimoine

### Lieux et monuments

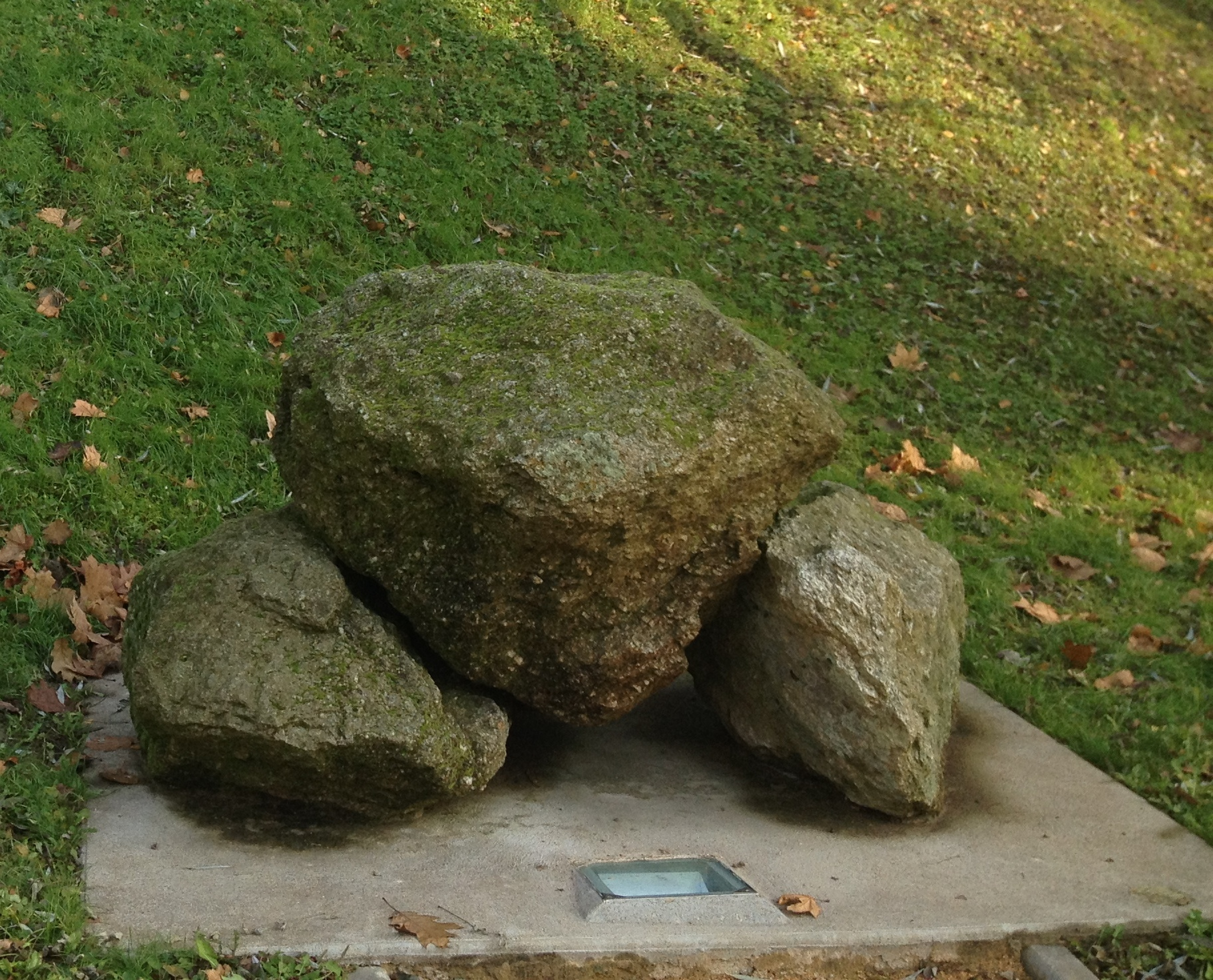
La Pierre Vieillette.
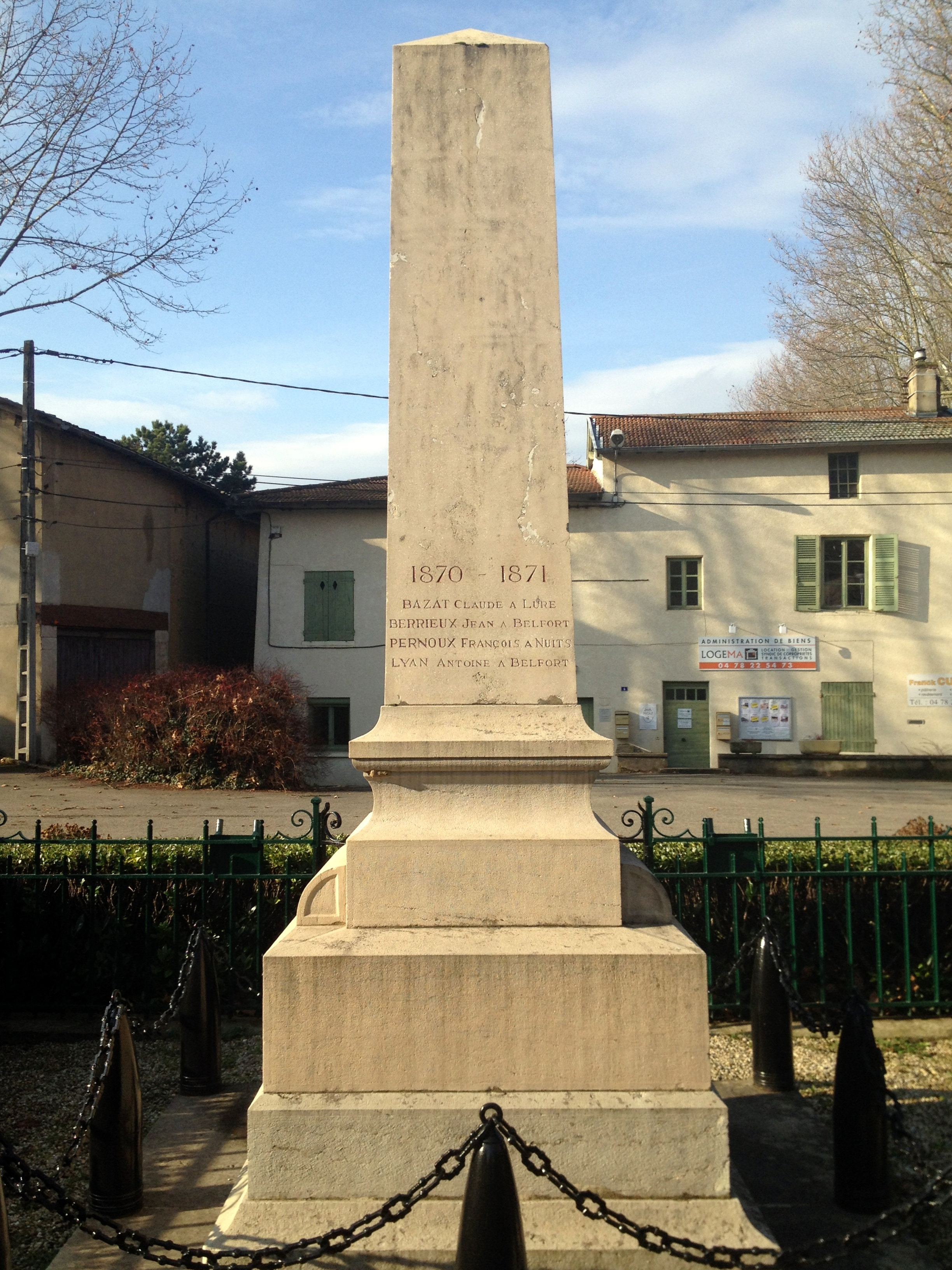
Église Notre-Dame-de-l'Assomption de Cailloux-sur-Fontaines.
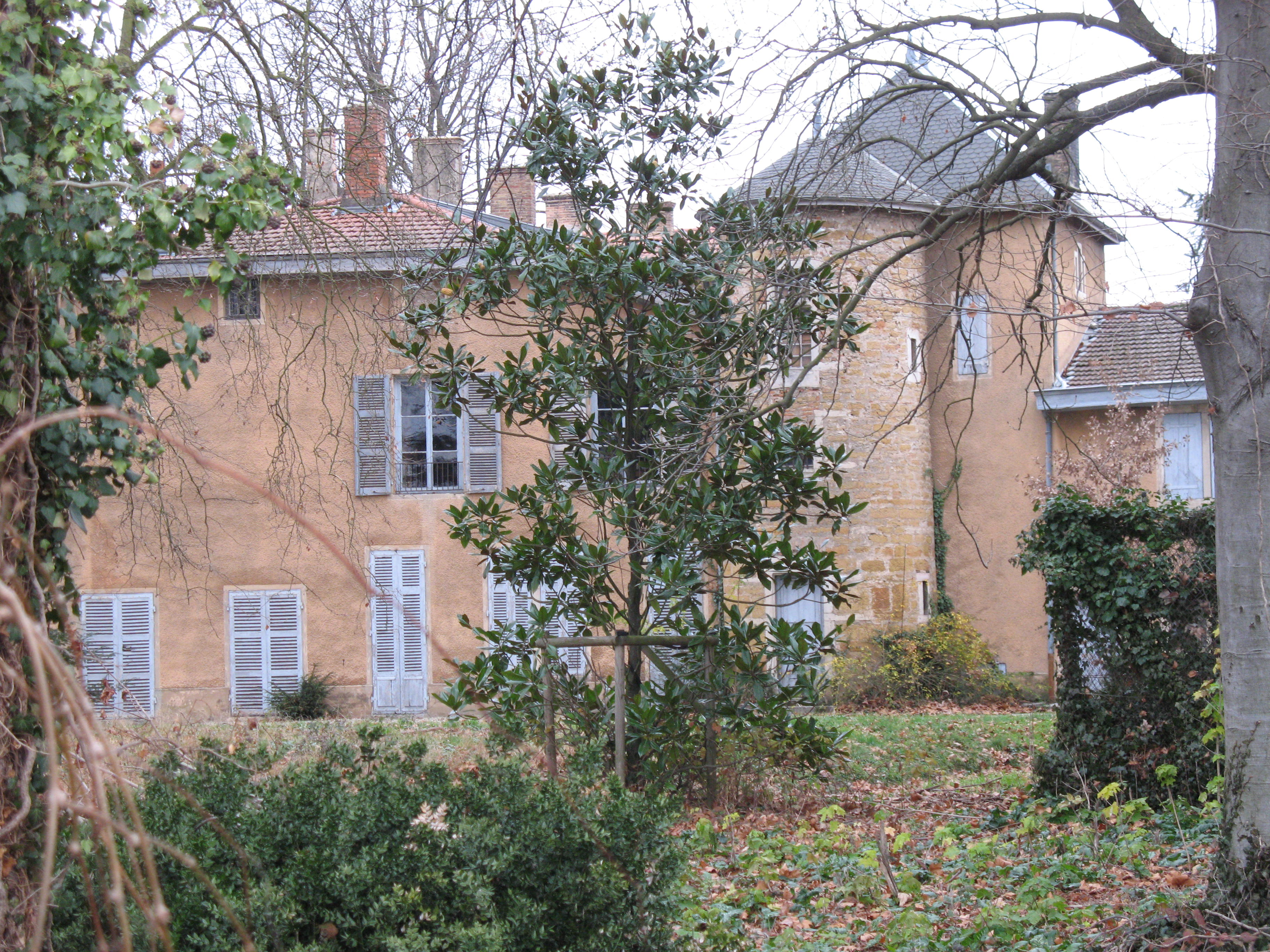
Château de Noailleux.
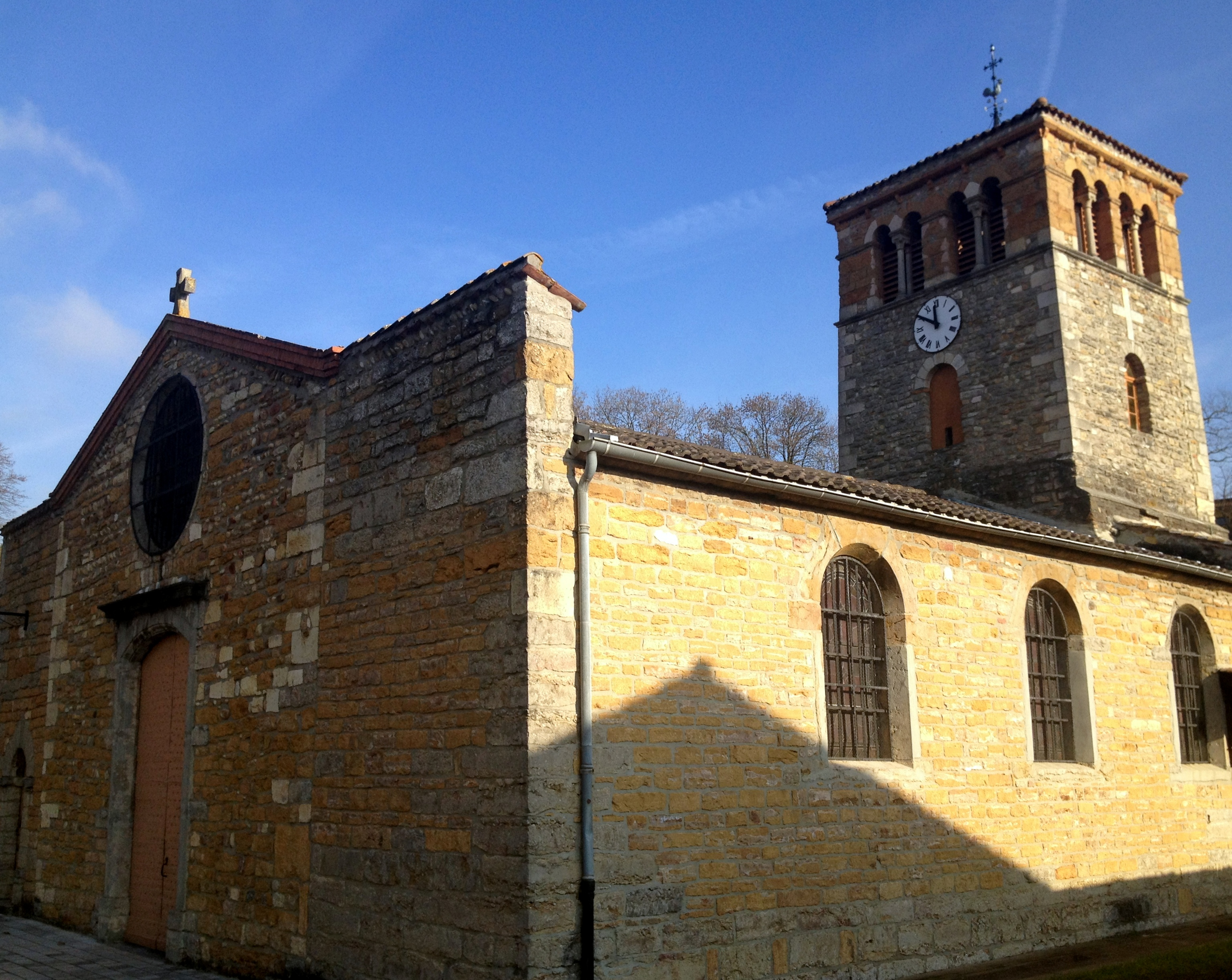
Église Notre-Dame-de-l'Assomption de Cailloux-sur-Fontaines.
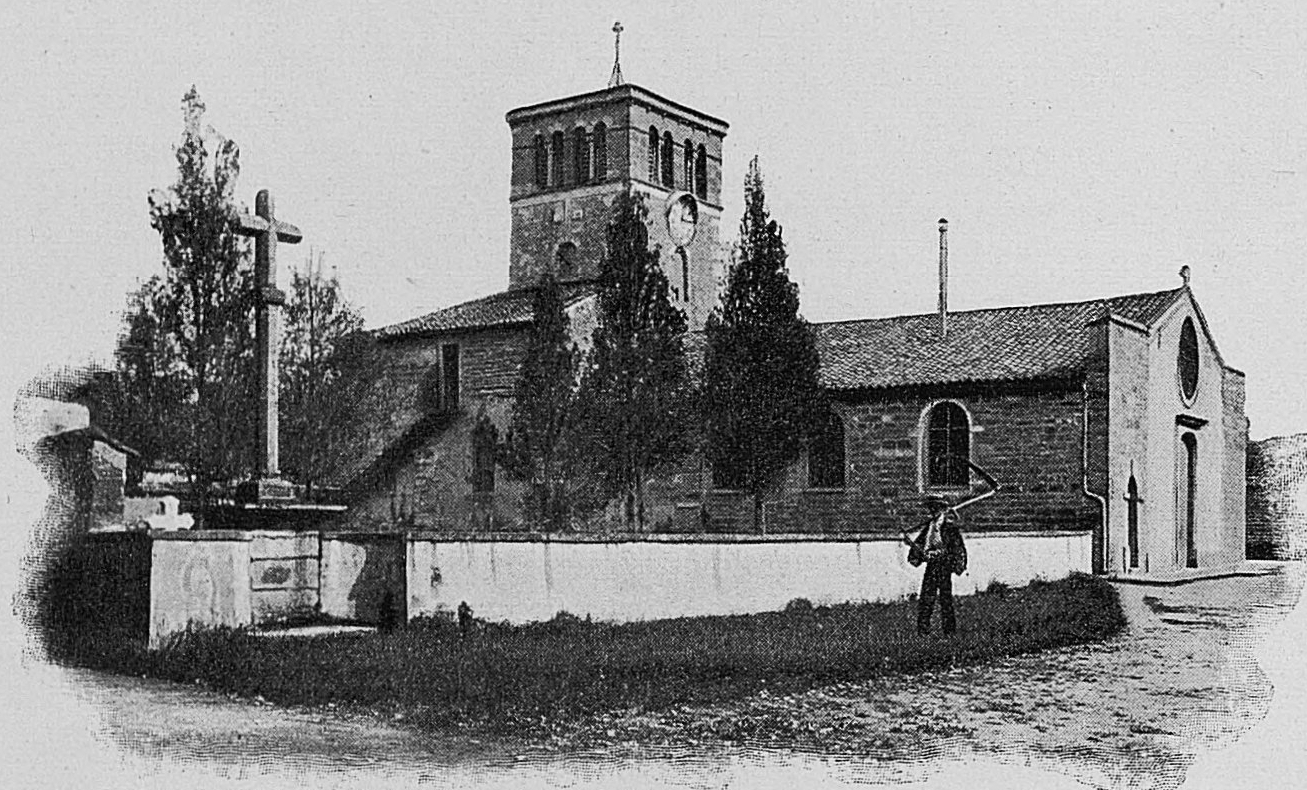
L'église au début du XXe siècle.

- La Pierre Vieillette.
- Monument aux morts de Cailloux-sur-Fontaines (face 1870-1871).
- Château de Noailleux.
- Église Notre-Dame-de-l'Assomption de Cailloux-sur-Fontaines.
- L'église au début du XXe siècle.

### Personnalités liées à la commune
- Alphonse de Lamartine (1790-1869) : l'écrivain effectue plusieurs séjours au château de Noailleux, alors propriété de son ami de Aymon de Virieu.
- Sébastien Faure (1991-) : l'ancien footballeur lyonnais, passé par les Glasgow Rangers (Écosse), et joueur international français a passé toute sa jeunesse dans la commune.
- L'abbé Thomas (1874-1952), curé français, à l'origine de la construction de la Vierge du Mas Rillier, est né dans la commune.

### Musique
La commune de Cailloux-sur-Fontaines compte parmi ses nombreuses associations l'une des formations musicales les plus anciennes du canton. Depuis 1864, la Société Musicale propose un espace pour apprendre et pratiquer toutes les formes de musique (instrument ou chant) dès l'âge de 5 ans. Chaque année, la Société Musicale organise plusieurs manifestations et participe à des échanges avec des formations musicales françaises et européennes.

### Héraldique
| Blason de Cailloux-sur-Fontaines | Blason  | Écartelé : au premier d'or au mont isolé de trois cailloux de sable, au deuxième de sinople à la gerbe de blé d'or, au troisième de sinople à la roue de moulin d'argent en demi-profil, au quatrième d'or aux trois fasces ondées d'azur ; sur le tout de gueules à la croix d'argent. |
| Blason de Cailloux-sur-Fontaines | Détails | - Le mont évoque une partie du nom de la commune, « Cailloux ». - La gerbe de blé symbolise l'importance de l'agriculture dans la commune. - La roue représente la vallée des Prolières, réputée pour ses moulins, dans laquelle se situe Cailloux-sur-Fontaines. - Les trois fasces ondées d'azur symbolisent les nombreuses sources et cours d'eau qui traverse la commune. - Les armes de Savoie, « de gueules à la croix d'argent », sont là pour rappeler l'ancienne appartenance de la commune à la Savoie. Le blason a été homologué par le conseil départemental d'héraldique du Rhône le 5 février 1986. |